# SN 2003ja
SN 2003ja – supernowa typu II odkryta 22 października 2003 roku w galaktyce NGC 846. W momencie odkrycia miała maksymalną jasność 17,10m.